# Rolf Kahn
Rolf Kahn (lettisch Rolfs Kāns; * 9. Dezember 1943 in Libau, Reichskommissariat Ostland, Lettland) ist ein ehemaliger lettisch-deutscher Fußballspieler, der in der Bundesliga für den Karlsruher SC spielte. Er ist der Vater der Fußballspieler Axel und Oliver Kahn.

## Herkunft
Rolf Kahn ist der Sohn des gleichnamigen Deutsch-Balten Rolf Kahn, der auch den lettischen Pass besaß und für die deutsche Kriegsmarine im lettischen Liepāja arbeitete, und der Lettin Erika Alksnis. Im Zweiten Weltkrieg siedelte seine Familie nach Karlsruhe um.

## Karriere als Spieler

### Vereine
Aus der Jugend des Karlsruher SC hervorgegangen erhielt Kahn für die Saison 1962/63 einen Lizenzspielervertrag bei deren Oberligaverein. Unter Trainer Kurt Sommerlatt reifte er zum Stammspieler und bestritt in seiner ersten Senioren-Saison 28 Spiele und erzielte ein Tor. Mit dem Karlsruher SC spielte er in der Folgesaison in der 1962 neu gegründeten obersten deutschen Spielklasse, der Bundesliga. In ihr debütierte er am 24. August 1963 (1. Spieltag) bei der 1:4-Niederlage im Heimspiel gegen den Meidericher SV. Seinen einzigen Bundesligatreffer erzielte er am 9. Mai 1964 (30. Spieltag) bei der 1:2-Niederlage im Heimspiel gegen Eintracht Frankfurt vier Minuten vor Spielende. In der Folgesaison kam er nur einmal zum Einsatz, wobei ihm bei der 0:2-Niederlage am 23. Januar 1965 (19. Spieltag) im Heimspiel gegen Werder Bremen ein Eigentor unterlief. Des Weiteren bestritt Kahn im DFB-Pokal-Wettbewerb zwei Spiele und war einmal erfolgreich.
Von 1965 bis 1967 agierte Kahn in der Regionalliga Südwest für Phönix Bellheim. Nach einem 12. Tabellenplatz folgte mit dem 15. Tabellenplatz der Abstieg in die 1. Amateurliga. Kahn blieb in der Regionalliga Südwest und spielte von 1967 bis 1969 für den FC 08 Homburg.

### Nationalmannschaft
Nachdem Kahn bereits mit der Schülernationalmannschaft gegen England international zum Einsatz gekommen war, rückte er in die Jugendnationalmannschaft auf.
Zwischen 1961 und 1962 absolvierte er zwölf Spiele; erstmals am 12. März 1961 in Flensburg beim 2:0-Sieg über die Auswahl Englands. Vom 2. bis 8. April
1961 nahm er am UEFA-Juniorenturnier in Portugal teil und erreichte mit dem 2:1-Sieg über Spaniens Auswahl den Dritten Platz. Im folgenden Jahr endete das UEFA-Juniorenturnier bereits nach den drei Gruppenspielen. Sein einziges Tor im Nationaltrikot erzielte Kahn am 17. Juni 1961 in Schaffhausen beim 4:1-Sieg über die Auswahl der Schweiz, gegen die er am 23. Juni 1962 in Augsburg beim 3:1-Sieg auch sein letztes Spiel bestritt.

## Karriere als Trainer
Nach dem Ende seiner Karriere im überregionalen Fußball betätigte er sich noch als Trainer im Amateurbereich, wobei er vom ersten Tag an die Fußball-Karriere seines Sohnes Oliver begleitete. Auch sein älterer Sohn Axel spielte eine Saison für die Profimannschaft des Karlsruher SC.

## Sonstiges
Rolf Kahn kandidierte im Herbst 2009 für das Präsidentenamt des Karlsruher SC, unterlag bei der Abstimmung in der Mitgliederversammlung aber deutlich dem Brettener Oberbürgermeister Paul Metzger.
Rolf Kahn ist der Herausgeber des Karlsruher Sport- und Freizeitmagazins.